# Dielsdorf
Dielsdorf (toponimo tedesco) è un comune svizzero di 5 992 abitanti del Canton Zurigo, nel distretto di Dielsdorf del quale è capoluogo.

## Monumenti e luoghi d'interesse

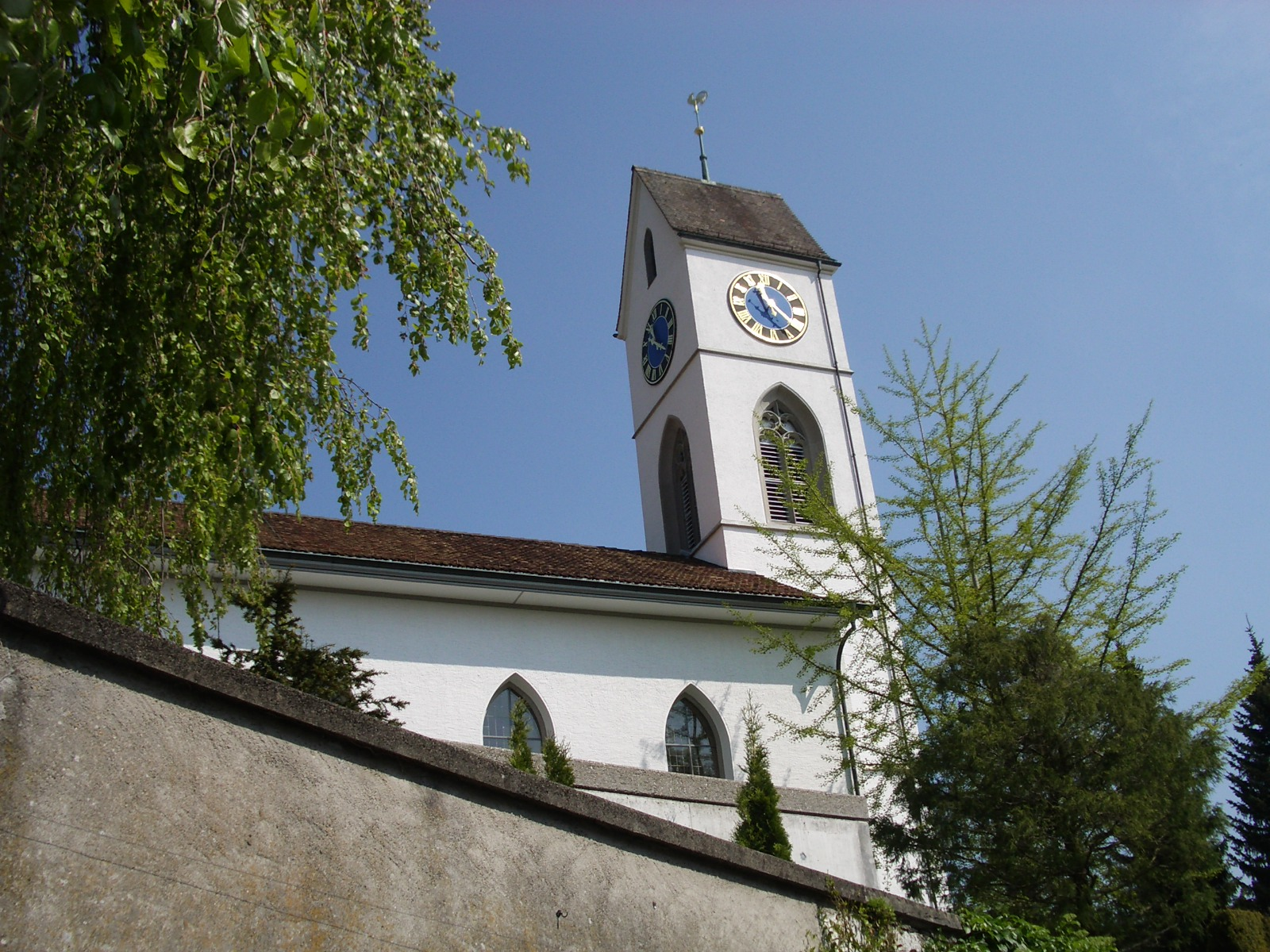
La chiesa riformata

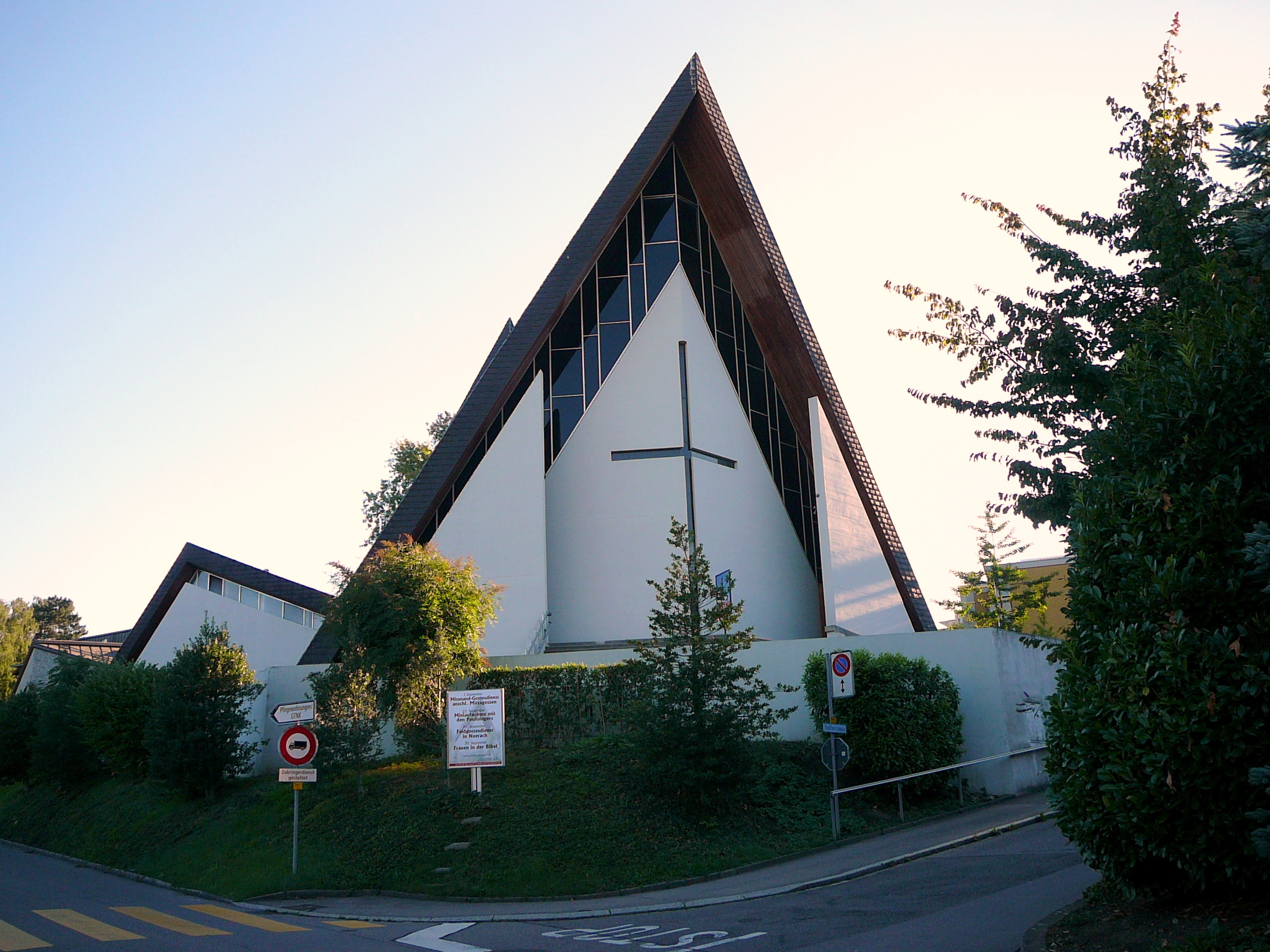
La chiesa cattolica di San Paolo

- Chiesa riformata, attestata dall'861 e ricostruita nel XVI secolo e nel 1864-1866[1].
- Chiesa cattolica di San Paolo, eretta nel 1960-1962[1].

## Società

### Evoluzione demografica
L'evoluzione demografica è riportata nella seguente tabella:
Abitanti censiti

## Infrastrutture e trasporti

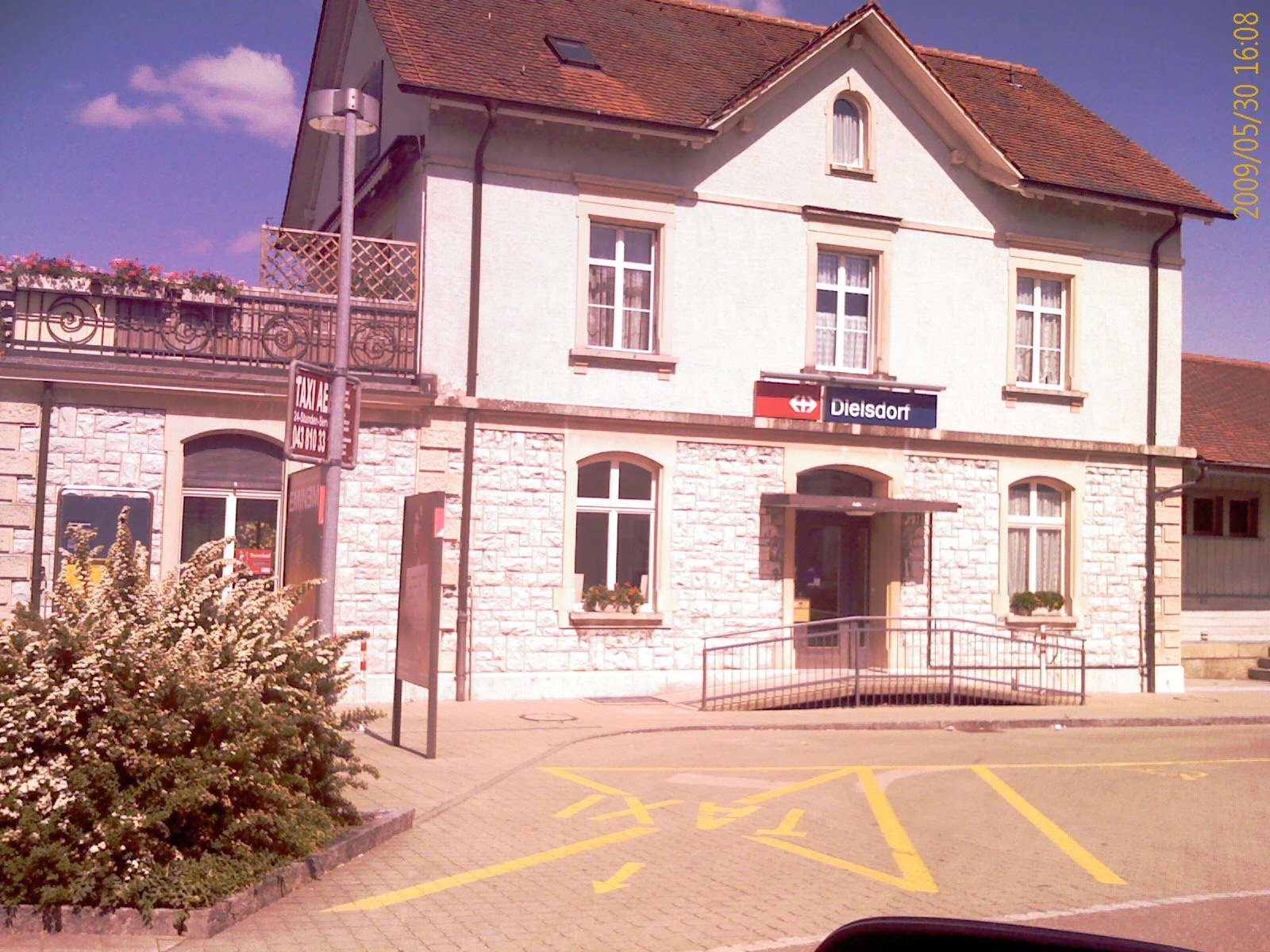
La stazione di Dielsdorf

Dielsdorf è servito dall'omonima stazione sulla ferrovia Oberglatt-Niederweningen.

## Amministrazione
Ogni famiglia originaria del luogo fa parte del cosiddetto comune patriziale e ha la responsabilità della manutenzione di ogni bene ricadente all'interno dei confini del comune.